# Kuan Tao-šeng
Kuan Tao-šeng (čínsky pchin-jinem Guǎn Dàoshēng, znaky zjednodušené 管道昇, 1262 Chu-čou – 1319 Lin-čching) byla čínská kaligrafka, básnířka a malířka, tvořící za říše Jüan. Její manžel byl významný umělec a myslitel Čao Meng-fu.
Narodila se v roce 1262 v Chu-čou v provincii Če-ťiang v říši Sung do urozené rodiny, její vzdálený předek byl politik a reformátor státu Čchi Období Jar a podzimů Kuan Čung. Protože neměla žádné bratry, dostalo se jí neobvyklého vzdělání. Urozené ženy měly ve společnosti za vlády mongolské dynastie Jüan vyšší postavení a více práv než v jiných obdobích čínské historie. V roce 1289 se provdala za ovdovělého umělce a úředníka Čao Meng-fua. Pár měl spolu nejméně osm dětí, syn Čao Jung se stal také umělcem.
Malovat začala patrně v hlavním městě Ta-tu (dnešní Peking) kvůli odloučení od rodiny a zaneprázdněnosti manžela, její dochovaná díla jsou datována po svatbě. Není zřejmé, zdali ji Čao Meng-fu učil, přinejmenším ji však silně ovlivnil a v jejím epitafu z jeho pera její schopnosti přisuzuje „daru z nebes.“ Kuan Tao-šeng byla nejvýznamnější umělkyní říše Jüan, věnovala se malbě bambusu, orchidejí a květů slivoní. Její styl byl považován za zdobný a ženský, neposouvající hranice umění. Kromě běžných obrazů jedné rostliny bambusu malovala netradičně také bambusové lesíky. Kvůli hojným kopiím a napodobeninám není zřejmé, kolik se zachovalo jejích děl a autorství některých jí přisuzovaných bylo později vyvráceno. Její kaligrafická díla byla, spolu s díly jejího manžela a syna, součástí sbírky císařské knihovny. Na několika pozdějších obrazech, například malíře Čchen Chung-šoua, se objevují urozené ženy obdivující svitky s bambusem ve stylu Kuan Tao-šeng.
Na konci 10. let 14. století začala trpět nemocí beri-beri a se zhoršujícím se stavem se s manželem v roce 1319 vydala se svolením císařského dvora ze severního hlavního města dožít v rodném Chu-čou. Zemřela na cestě u města Lin-čching.

## Galerie

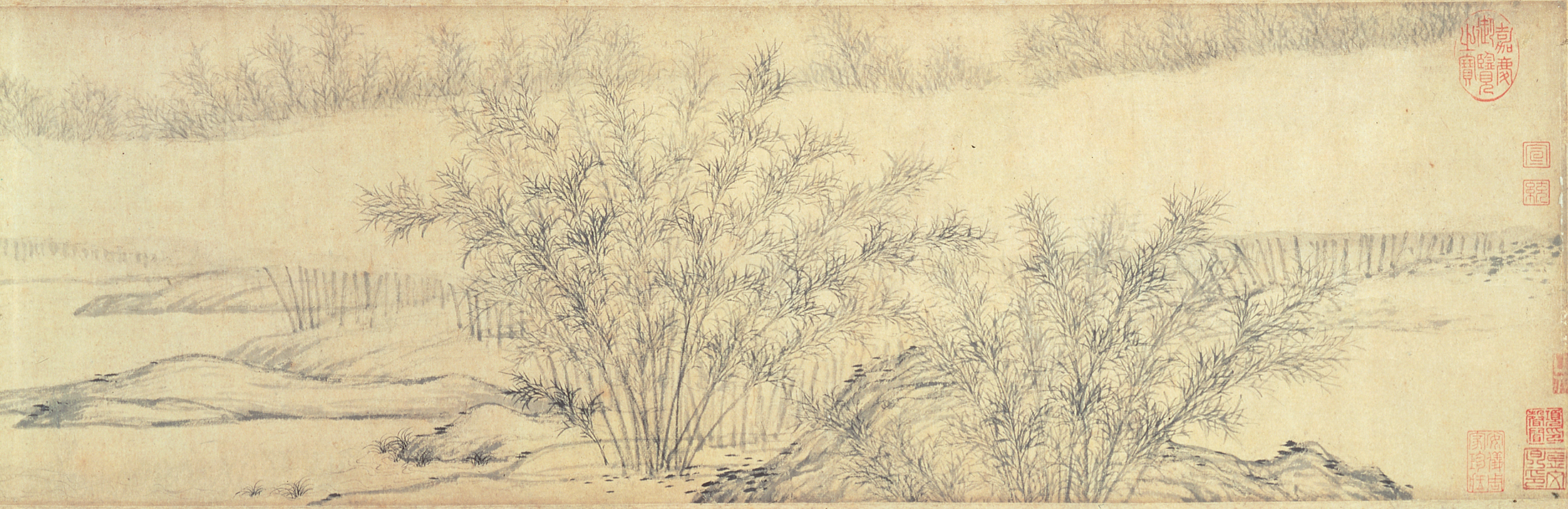
Bambusový les v mlze ve sbírce Národního palácového muzea
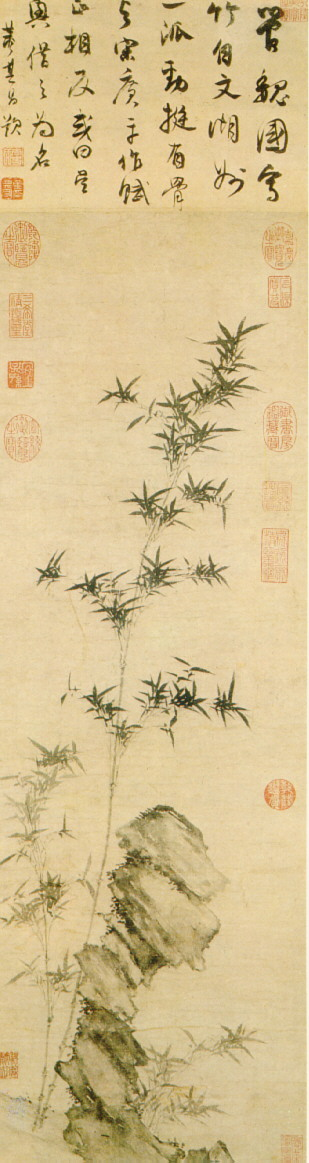
Bambus a kámen, tamtéž
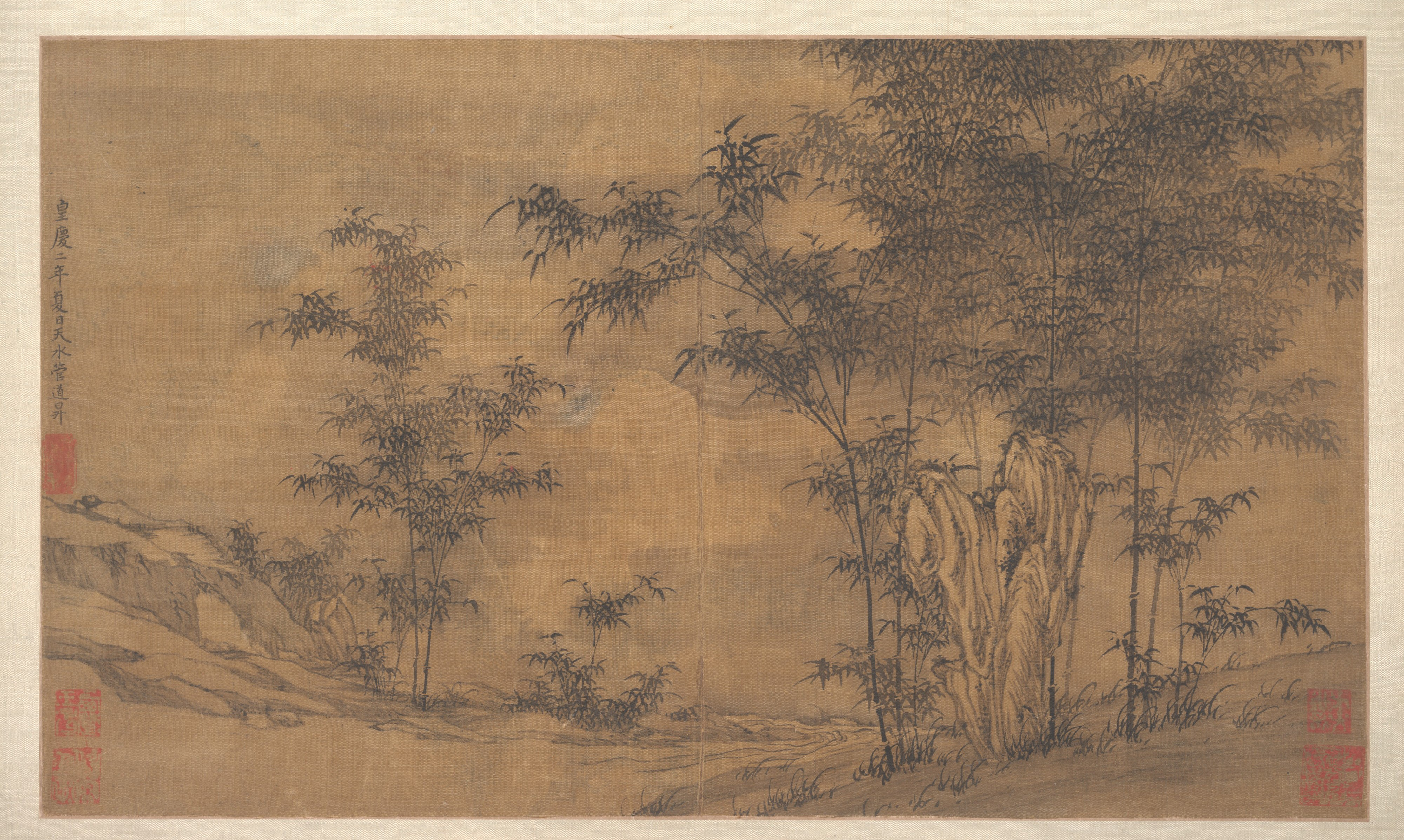
Nedatovaná kresba neznámého autora po vzoru Kuan Tao-šeng
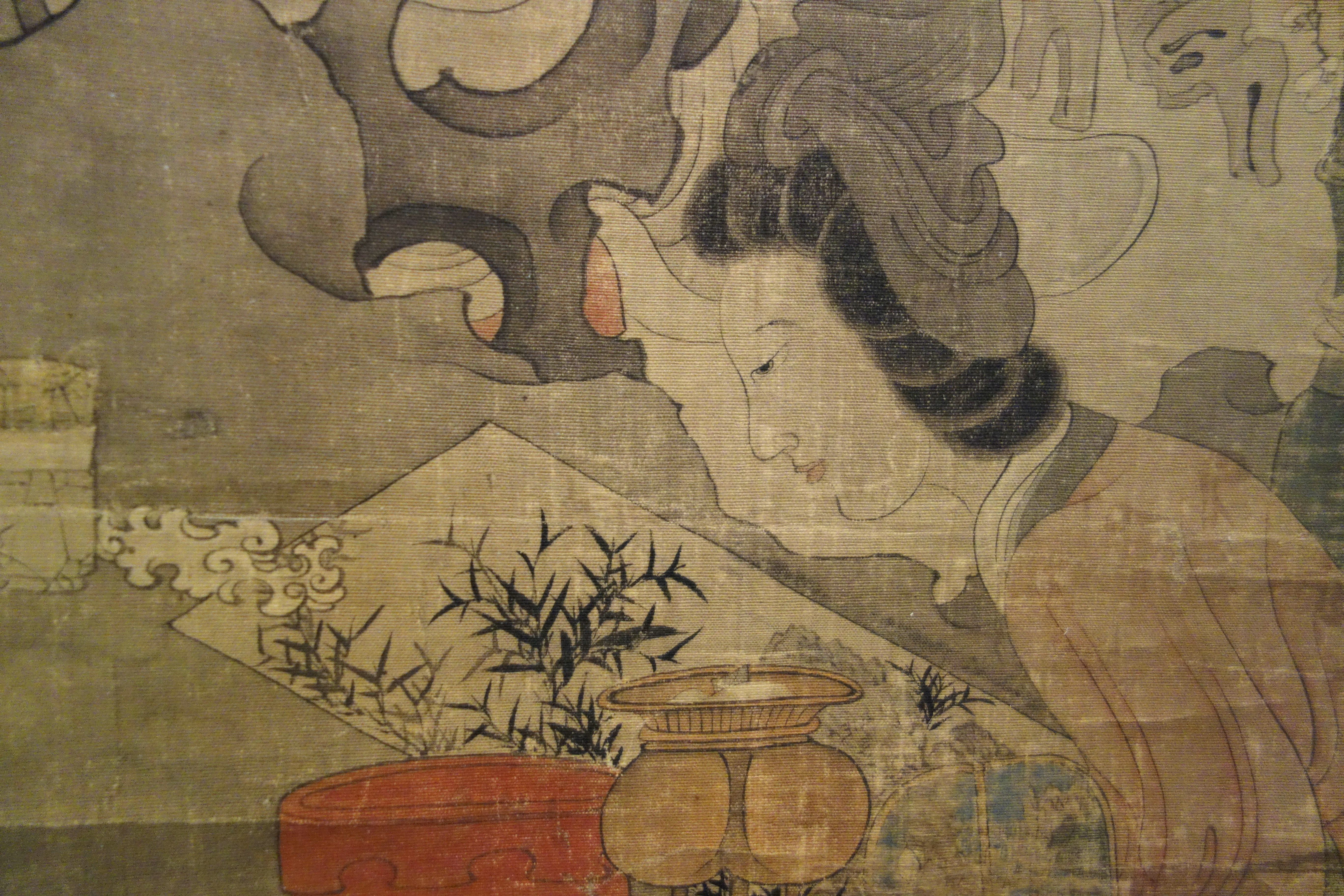
Detail obrazu Čchen Chung-šoua, na kterém učitel ukazuje dívkám svitek přisuzovaný Kuan Tao-šeng